# Olyphant
Olyphant es un borough ubicado en el condado de Lackawanna en el estado estadounidense de Pensilvania. En el año 2000 tenía una población de 4,978 habitantes y una densidad poblacional de 357 personas por km².

## Geografía
Olyphant se encuentra ubicado en las coordenadas 41°27′45″N 75°35′44″O / 41.46250, -75.59556.

## Demografía
Según la Oficina del Censo en 2000 los ingresos medios por hogar en la localidad eran de $32,721 y los ingresos medios por familia eran $45,091. Los hombres tenían unos ingresos medios de $30,647 frente a los $24,825 para las mujeres. La renta per cápita para la localidad era de $17,049. Alrededor del 11.3% de la población estaba por debajo del umbral de pobreza.